# Гней Корнелий Долабелла (проконсул Киликии)
Гней Корне́лий Долабе́лла (лат. Gnaeus Cornelius Dolabella; умер после 78 года до н. э.) — римский политический деятель из патрицианского рода Корнелиев Долабелл, претор 81 года до н. э. Был осуждён за злоупотребления властью в провинции Киликия.

## Биография
Первые надёжные упоминания о Гнее Корнелии в источниках относятся к 81 году до н. э. При этом известно, что в числе военных трибунов в армии Гнея Помпея Страбона, осаждавшей Аускул во время Союзнической войны в 89 году до н. э., был офицер с таким именем. Это мог быть будущий наместник Киликии либо его сородич — будущий консул 81 года до н. э.
В 81 году до н. э., во время диктатуры Луция Корнелия Суллы, Долабелла занимал должность претора, причём ему досталось, по-видимому, наиболее престижное место в коллегии — пост городского претора (praetor urbanus). В этом качестве Гней Корнелий рассматривал, в частности, иск Секста Невия против Публия Квинкция. Защитником последнего был совсем молодой тогда оратор Марк Туллий Цицерон, речь которого сохранилась; благодаря этому известно, что претор принял явно неправосудное решение в пользу истца. Кроме того, Долабелла рассматривал дело некоего Волькация.
После претуры Гней Корнелий стал наместником Киликии с империем проконсула, причём позже его полномочия были продлены ещё на один год (79 до н. э.). Его провинция стала ареной постоянных злоупотреблений властью со стороны квестора Гая Публиция Маллеола и легата (позже — проквестора) Гая Верреса; Долабелла плохо контролировал своих подчинённых и сам оказался замешан в неблаговидных делах. Так, он требовал от наместника соседней провинции Азия, чтобы тот казнил двух жителей Лампсака, бывших врагами Верреса. С другой стороны, Гней Корнелий заставил Верреса вернуть на Делос похищенные оттуда изваяния Аполлона.
Известия о том, как Долабелла правит Киликией, достигли Рима, а потому в 78 году до н. э., как только этот нобиль вернулся на родину, он был привлечён Марком Эмилием Скавром к суду. Веррес переметнулся на сторону обвинения, предоставил все материалы и выступил в качестве свидетеля, чтобы самому избежать наказания. Таким образом, по словам Цицерона, «своим злодеянием он навлёк ненависть на человека, у которого был легатом и проквестором, и не только покинул его в самое опасное время, но и напал на него и его предал». В результате Гней Корнелий был осуждён и ушёл в изгнание, оставив свою семью в бедности.
Ювенал в одной из своих сатир упоминает некоего Долабеллу, который тайно вывез из провинции в Рим в трюмах своих кораблей больше добычи, чем иные полководцы после успешной войны; этот наместник оказывается в одном ряду с Гаем Антонием Гибридой и тем же Верресом, который позже стал наместником Сицилии. Речь может идти либо о наместнике Киликии, либо о его сородиче, которого обвиняли в схожих злоупотреблениях в Македонии.